# Zingiber inflexum
Zingiber inflexum är en enhjärtbladig växtart som beskrevs av Carl Ludwig von Blume. Zingiber inflexum ingår i släktet Zingiber och familjen Zingiberaceae. Inga underarter finns listade i Catalogue of Life.